# كنيس بن عزرا
كنيس بن عزرا هو أحد المعابد اليهودية المصرية. ويقع في منطقة الفسطاط (حي مصر القديمة). ويعد واحد من أكبرها وأهمها، وخصوصا مع تولي الحكومة المصرية له بالرعاية وترميمه، وتحويله لأثر ومزار سياحي. ونظرا لاحتواء مكتبته على نفائس الكتب والدوريات اليهودية التي تؤرخ لوجود طائفة اليهود في مصر.
المعبد في الأساس كان كنيسة تسمى «كنيسة الشماعين» وقد باعتها الكنيسة الأرثوذكسية للطائفة اليهودية، عندما مرت بضائقة مالية نتيجة لزيادة الضرائب التي فرضت عليها وقتها، وسمي المعبد بهذا الاسم نسبة إلى «عزرا الكاتب» أحد أجلاء أحبار اليهود، ويسمى أحيانا بمعبد الفلسطينيين، أو معبد الشوام. ويعرفه الباحثون واليهود المحدثين «بمعبد الجنيزا» نسبة إلى مجموعة وثائق الجنيزا الشهيرة التي وجدت به عام 1890.

## تاريخ المعبد
يعد المعبد هو أقدم معابد القاهرة. وتروي قصص يهودية أن موسى كان قد اختار موضعا للصلاة بجوار النيل فيما عرف بعد ذلك بالفسطاط، ولكن وفقا للمقريزي فإن المعبد كان في الأصل كنيسة مسيحية، وبيعت في وقت ما لليهود، والاستناد لذلك يعود إلى أخبار رويت عن كنيسة باسم القديس ميخائيل في نفس البقعة، ولا أثر لها اليوم، وتشير المصادر إلى أنها بيعت في عام 882 م لليهود في سبيل جمع مبلغ ما من المال، كان قد فرضه أحمد بن طولون على المسيحيين. وقد دفع فيه «ابراهام بن عزرا» وقتها مبلغ 20,000 دينار.
و مؤرخ أن المعبد، أعيد بناؤه مرة أخرى، وساءت حالة المبنى كثيرا حتي قررت الطائفة هدمه تماما وبناؤه من جديد عام 1890.
و ساءت أحواله مرة أخرى، إلى أن جددته الحكومة المصرية بالاشتراك مع المركز الكندي للعمارة عام 1991، وتحول إلى مزار سياحي معروف.

## الأهمية الدينية
يروي اليهود أن هذه البقعة هي مكان كان موسى قد استخدمه للصلاة بعد أن أصاب البلاد الطاعون وفقا للقصة المعروفة. وتروي قصص أخرى أن النبي إيليا (إلياهو) كان قد تجلى للمصلين هناك أكثر من مرة، وأن المعبد يحوي رفات النبي إرميا، فضلا عن قصة مخطوطة التناخ القديمة العروفة الآن بـمجلد حلب (Aleppo Codex) التي كتبها الماسورتي موشي بن آشير، ابنه أهارون بن آشير من طائفة اليهود القرائين وقام بتنقيطها لكي تنطق صحيحًا بدون تحريف ونقلت بطريقة ما إلى طائفة اليهود بحلب الشام، ويقال أن هذه النسخة هي التي تم بها ضبط وتنقيح نسخ التناخ الحالية.
وقد استخدمت المعبد على مر التاريخ غالبية طوائف اليهود في مصر، فاستخدمه اليهود العراقيين، وهم اليهود القرائين واليهود الشاميين، والأشكناز، والسفرديم، وانتهى به الحال كمعبد لليهود الربانيين بعد انتقال طائفة اليهود القرائين إلى قاهرة المعز في العصر الفاطمي وهم الذين يتحدثون العربية كلغتهم الأصلية.

## الجنيزا
الجنيزا هي مجموعة الورق والوثائق التي لا يجوز إبادتها أو إهمالها وفقا للديانة اليهودية، وخصوصا إذا ضمت اسم الله بين ثناياها، وإنما يتم تخزينها في غرفة معزولة في الكنيس أو المعبد لأجيال، واشتقت من هذه الكلمة كلمة جنازة بالعربية، أي الدفن أو الدفينة. لأنه يجب بعد كل مدة جمع هذه الوثائق ودفنها في المقابر.
و قد عثر في هذا المعبد على مجموعة من الوثائق غاية في الندرة والتي يمكن منها تأريخ أوضاع اليهود المعيشية لقرون طويلة، وأحوال مجتمعهم ككل. وتقسم لمصدرين: مصادر وثائقية، ومصادر أدبية.

## المعمار

معبد بن عزرا من الداخل

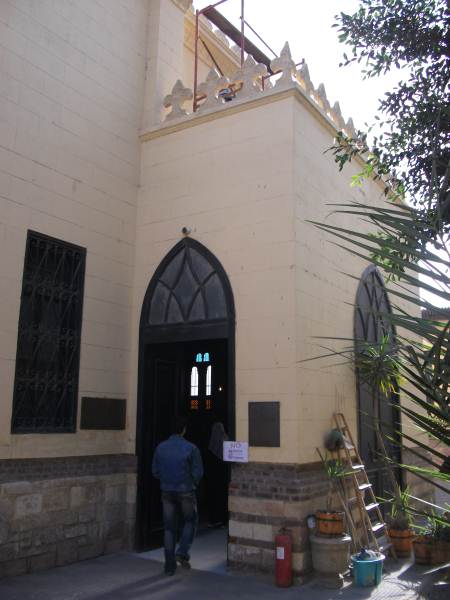
مدخل معبد بن عزرا

المعبد مكون من طابقين شأن عدد كبير من المعابد والمحافل اليهودية، الأول يستخدم للمصلين من الرجال والثاني لصلاة السيدات، والمعبد يستقبل القدس، ويحوي صفين من الأعمدة الرخامية ذات التيجان البديعة، وينقسم إلى ثلاثة أقسام، أكبرهم هو الأوسط الذي تعلوه (شخشيخة) أو فتحة الإنارة والتهوية وفي وسطه منصة الوعظ وحولها مقاعد المصلين، والهيكل في الجانب الشرقي، ويحوي تابوت العهد ولفائف التوراة.
و لا زال هناك إقبال كبير على زيارة المعبد من مختلف سياح العالم، على اختلاف دياناتهم واتجاهاتهم، لما له من قيمة جمالية، وتاريخية.